# Перера, Роберто
Роберто Перера — американский музыкант уругвайского происхождения, исполняющий музыку в стилях smooth jazz («мягкий джаз») и fusion («фьюжен»).

## Биография
В 12 лет мать отдала Роберто в музыкальную консерваторию, где он в качестве инструмента выбрал тридцатишестиструнную Парагвайскую арфу.
Время начала игры на арфе совпало с золотой порой Битлз. Молодой музыкант усвоил их музыку как впрочем, и другие популярные течения, включавшие Бразильскую музыку, фолк, танго Южной Америки и народные ритмы Парагвая. Не имевший возможности найти преподавателя, научившего его исполнять популярную музыку на арфе, Перера экспериментировал до тех пор, пока не преодолел технические сложности в обращении с инструментом.
В 1973, после десяти лет обучения арфе в Монтевидео, Перера переехал в Нью-Йорк с надеждой сделать первоклассную музыкальную карьеру. Первое время его пребывание на новом месте было не той Американской мечтой, которую он себе представлял, поскольку выступления ограничивались игрой народных мотивов в клубах и ресторанах. Потребовалась пара лет упорной работы в Нью-Йорке, прежде чем он был замечен охотником за талантами и нанят для выступления в приватном клубе во Флориде в 1976.
Ко времени его дебютной записи Erotica, выпущенной Epic Recods в 1990, Перера заслужил репутацию одного из основателей игры на электроакустической арфе. Его последующие пять альбомов записанные на Heads Up имели популярный джазовой стиль с широким диапазоном элементов относящихся к разным культурам. Участие в записи альбомов приняли такие музыканты как: Отелло Молайно(Тринидадский барабанщик на стальном барабане), Луис Энрике (Никарагуанский певец в стиле сальса), Роберт Томас (Флоридский перкуссионист) и кубинский музыкант Пакито Д’Ривера, известный по работе в коллективе Caribbean Jazz Project
Перера был уже узнаваем в музыкальном мире в 1993, когда он получил награду Billboard Contemporary Latin Jazz Album of the Year за второй выпущенный альбом Dreams & Desires. Он был выбран в качестве музыкального директора премии Hespanic Heritage awards проводившейся в Центре сценических искусств Джона Кеннеди в 1997 и 1998, был признан любимым джазовым исполнителем в его категории несколько раз по результатам ежегодного опроса читателей проводившегося журналом Jazziz. Был приглашённым артистом на множестве записей, включая D’Rivera’s 100 Years of Latin Love Songs, Abriendo Puertas Глории Эстефани получивший Грэмми и Рауля Ди Блазио, выступал вместе со Spyro Gyra, Yellow Jackets и Tito Puente.
В 2003 Перера был номинирован на Латинскую Грэмми премию Латиноамериканской академии искусства и науки звукозаписи.

### In the mood
Не довольствующийся простой переработкой методов обеспечивших прошлый успех, Перера экспериментировал с новыми музыкальными идеями, при записи альбома In the Mood, его шестого релиза на Heads Up release. Собрание из десяти песен дало Перере богатые возможности найти баланс хрупких мелодий и драйва ударных, создав сочный пейзаж из музыкальных экспериментов и самонаблюдений дополненный мощными ритмическими токами. В основной состав при записи альбома вошли гитаристы Питер Вайт , Марк Энтони и Ричард Смит, клавишник, продюсер и аранжирощик Тим Рэдфилд, трубач и флюгельхорнист Тони Гюэрэр.
Собственные композиции Переры для In the Mood, включали самбу «Joia» и «Six A.M.» 

## Дискография
- 1981 — Erótica — Epic
- 1991 — Passions, Illusions and Fantasies — Heads Up Records
- 1992 — Dreams & Desires — Heads Up Records
- 1994 — Seduction — Heads Up Records
- 1996 — Harp and Soul — Heads Up Records
- 1996 — Christmas Fantasies — Heads Up Records
- 1999 — In the Mood — Heads Up Records
- 2002 — Sensual — Heads Up Records
- 2007 — Creation (DVD) — Heads Up Records